# Tipula (Eumicrotipula) conspicillata
Tipula (Eumicrotipula) conspicillata is een tweevleugelige uit de familie langpootmuggen (Tipulidae). De soort komt voor in het Neotropisch gebied.